# تريسيا سانتوس
تريسيا سانتوس (18 مايو 1995 - ) هي عارضة وممثلة ولاعبة كرة طائرة الفلبين.